# Elsa Hielscher-Panten

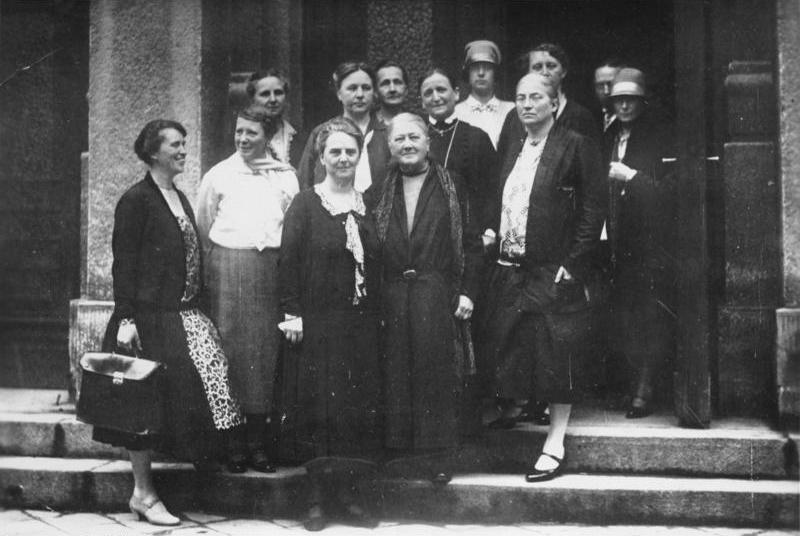
Auf einem DNVP-Parteitag in Königsberg, von links: Elsa Hielscher-Panten, Else von Sperber, Annagrete Lehmann, dahinter Magdalene von Tiling, Margarete Behm, dahinter Therese Deutsch, Helene Freifrau von Watter, Paula Müller-Otfried, dahinter Ulrike Scheidel

Elsa Hielscher-Panten (* 5. Mai 1871 in Panten (seit 1945 Pątnów Legnicki in der Gmina Kunice), Landkreis Liegnitz, Provinz Schlesien; † unbekannt) war eine preußische Politikerin (DNVP) und Dichterin. Von 1924 bis 1932 war sie Mitglied des Preußischen Landtages.

## Leben
Die Tochter des Gutsbesitzers der Domäne Panten besuchte die höhere Mädchenschule, betätigte sich im Anschluss in der Landwirtschaft und ging sozialer Arbeit nach. In den Jahren von 1893 bis 1901 folgten mehrjährige Auslandsaufenthalte, unter anderem in Frankreich, England und Italien. Nach dem Tod ihres Vaters beteiligte sie sich für vier Jahre an der Bewirtschaftung der Domäne, welche die Familie 1906 abgab. Danach lebte sie auf einem kleineren Landbesitz in Panten. Sie widmete sich dem Gartenbau, war in der Sozialarbeit tätig und leitete hauswirtschaftliche Kurse.
Hielscher-Panten engagierte sich seit 1903 in der Frauenbewegung und besuchte in den folgenden Jahren mehrere Auslandskongresse. Im Ersten Weltkrieg war sie Mitglied des Frauenbeirates im Kriegsernährungsamt. In den 1920er Jahren war sie Mitglied des Bezirksausschusses für Jugendpflege und Mitglied in den Vorständen des Landbundes und des Kreiswirtschaftsverbandes.
Während der Zeit des Kaiserreiches war Hielscher-Panten Mitglied der Freikonservativen Partei. 1918 zählte sie zu den Gründungsmitgliedern der Deutschnationalen Volkspartei. Sie war Vorsitzende des Landesvertrauensausschusses im Wahlkreis Liegnitz und Mitglied des Landesvorstandes der DNVP in Preußen.
Von 1921 bis 1925 war Hielscher-Panten Mitglied des Niederschlesischen Provinziallandtages. Im Februar 1921 kandidierte sie erfolglos für den Preußischen Landtag auf einem Listenplatz der DNVP. Bei den Landtagswahlen im Dezember 1924 und im Mai 1928 gelang ihr der Einzug ins Landesparlament. Sie wurde jeweils im Wahlkreis 8 (Liegnitz) gewählt und war bis 1932 Landtagsabgeordnete.
Neben ihrer politischen Arbeit betätigte sie sich schriftstellerisch. Von ihr sind acht Gedichte bekannt.

## Werke
- Die Fortbildung unserer Landmädchen durch Wanderkurse, 1912.[4]